# Tân Hiệp, Phú Giáo
Tân Hiệp là một xã thuộc huyện Phú Giáo, tỉnh Bình Dương, Việt Nam.

## Địa lý
Xã Tân Hiệp có diện tích 29,69 km², dân số năm 2021 là 5.401 người, mật độ dân số đạt 182 người/km².

## Hành chính
Xã Tân Hiệp được chia thành 6 ấp: 1, 2, 3, 4, 5, 6.

## Lịch sử
Ngày 6 tháng 11 năm 1996, Quốc hội ban hành Nghị quyết chia tỉnh Sông Bé thành tỉnh Bình Dương và tỉnh Bình Phước và chuyển xã Tân Hiệp thuộc huyện Đồng Phú, tỉnh Bình Phước về huyện Tân Uyên, tỉnh Bình Dương quản lý.
Ngày 23 tháng 7 năm 1999, Chính phủ ban hành Nghị định 58/1999/NĐ-CP về việc chuyển xã Tân Hiệp thuộc huyện Tân Uyên về trực thuộc huyện Phú Giáo mới tái lập quản lý.